# 三条京阪

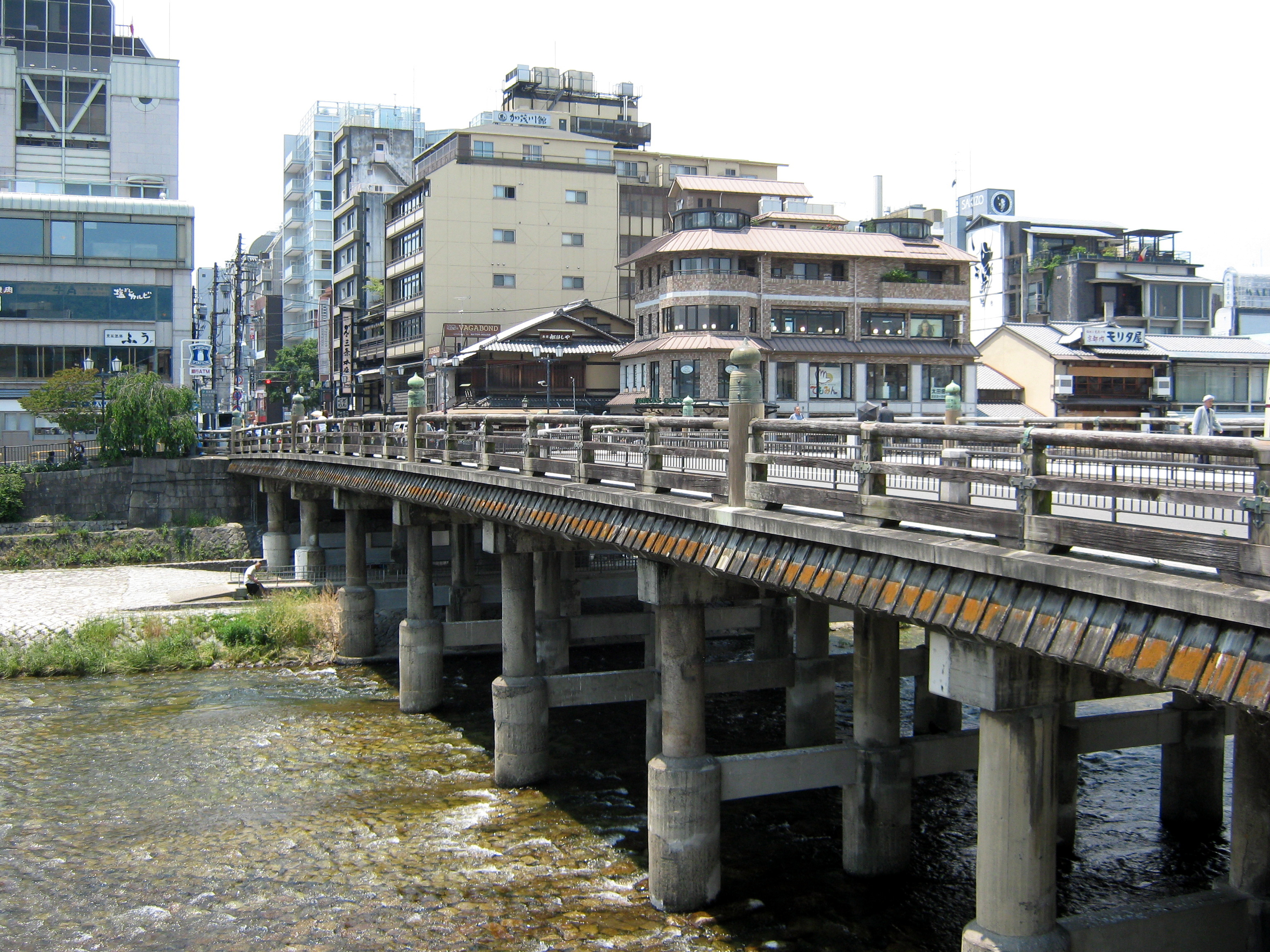
三条大橋、三条京阪より

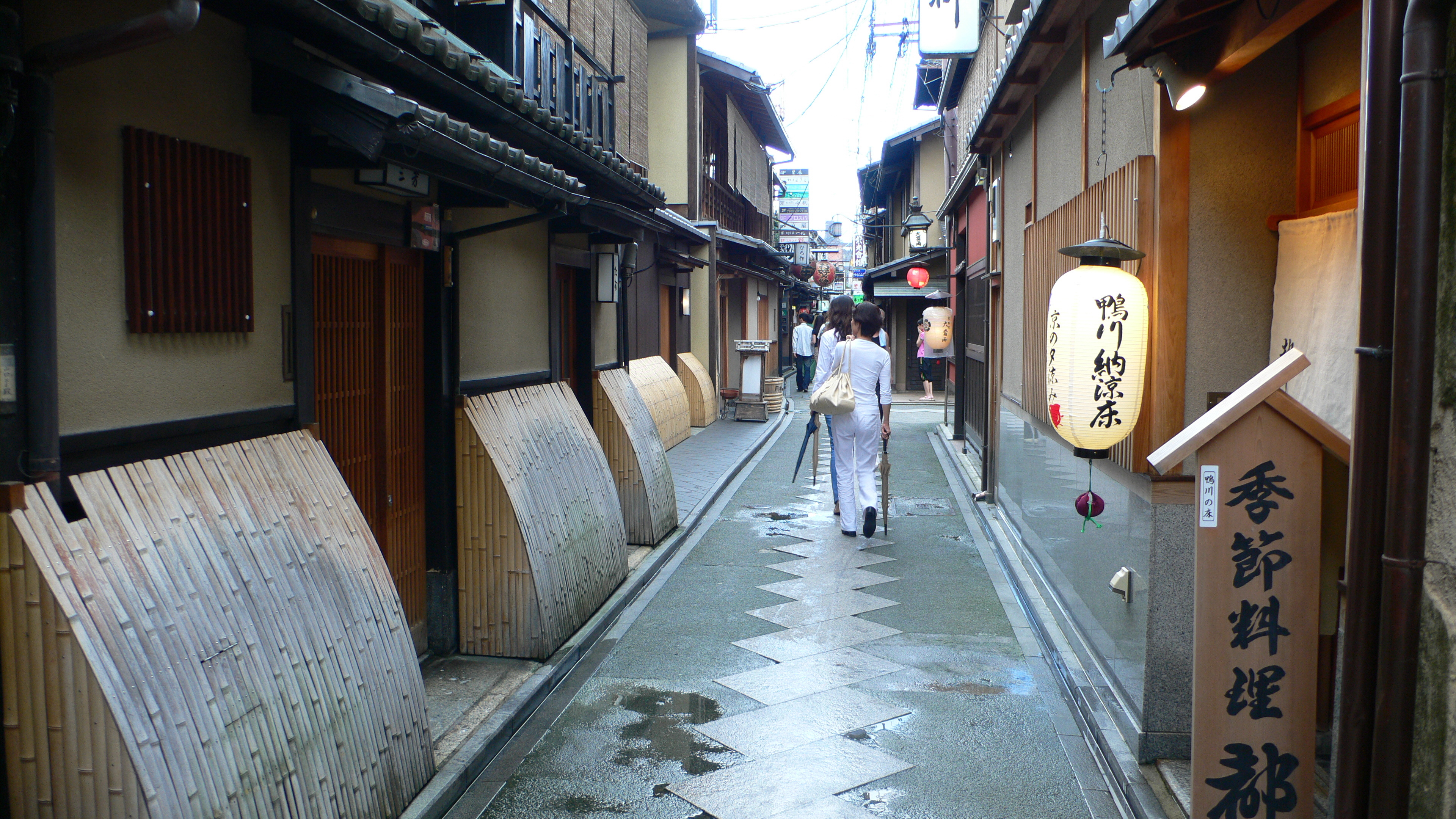
先斗町

三条京阪（さんじょうけいはん）は、京都市東山区の三条大橋東側周辺の地域名である。

## 概要
呼称は、かつて地上に存在した、京阪電気鉄道（京阪）京阪本線および京津線との乗換駅であり、京阪の京都市内におけるターミナル駅である三条駅前の一帯を、三条通京阪前と呼んでいたことに由来する。
京阪本線三条駅は1987年に地下化され、地上に残っていた京津線三条駅も、1997年に京都市営地下鉄東西線の開通に伴う部分廃止によって姿を消したが、地下鉄東西線三条京阪駅の開業と京阪京津線が地下鉄東西線に乗り入れるという形で事実上の地下化となり、現在もターミナル駅というのは変わらない。
なお、地区内の公称町名は「五軒町」・「大黒町」・「大橋町」などである。

## 地勢
川端通と三条通が交わる交差点は「三条大橋交差点」と呼称される。この交差点のすぐ西側には、交差点名の由来の三条大橋が架橋され、鴨川をまたぐ。三条大橋は江戸時代には江戸の日本橋から続く東海道の西の起点であった。現代における京都の中心市街地は、四条通（特に河原町通と交差する四条河原町）から三条通にかけての地域である（「田の字地区」も参照）。
三条大橋交差点の南東には「土下座像」として知られる、京都御所を遙拝する高山彦九郎の像が置かれている。その付近にはバスターミナルがある。
なお、三条大橋交差点の東側（三条通と新大和大路通の交点）には「三条京阪交差点」がある。

## 周辺
三条大橋の西詰から河原町通および、その先の四条河原町や新京極にかけて繁華街が広がっているほか、先斗町や木屋町通沿線などの飲食店街もあり賑わっている。また、カラオケ店やコンビニエンスストアなど、大小の商業施設が多く立地する。
駅に付帯する商業施設については、三条駅 (京都府)#商業施設を参照。
- 知恩院
- 円山公園
- 先斗町歌舞練場（鴨川をどり）
- 京都悠洛ホテルＭギャラリー

## 交通

### 鉄道
京阪
- 京阪本線・鴨東線 三条駅

地下鉄
- 京都市営地下鉄東西線 三条京阪駅

### バス

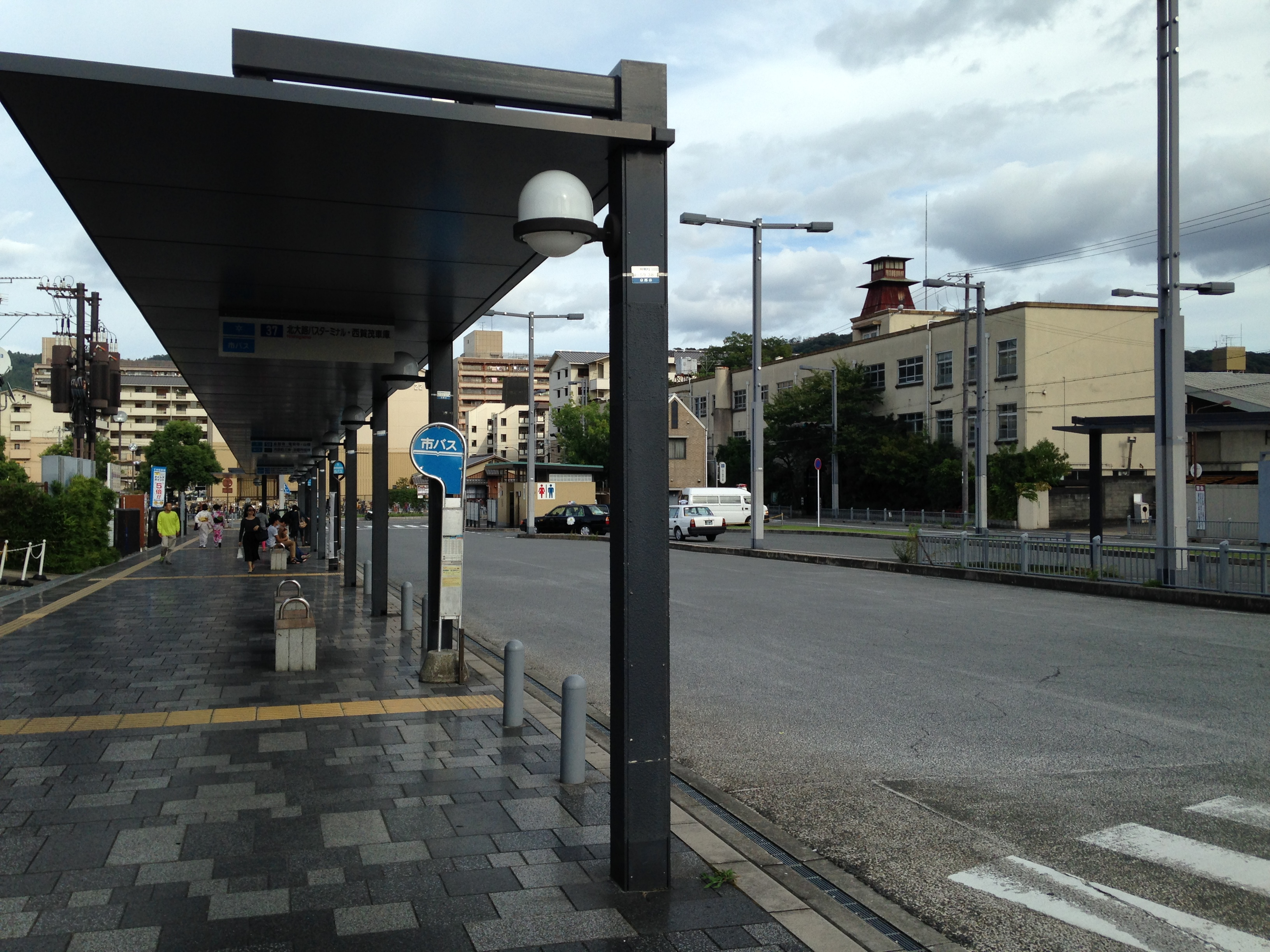
三条京阪バスターミナル

バスターミナルがあり、京都市営バス（市バス）・京都バスおよび京阪バスが乗り入れている。なお、バス停名は市バスと京都バスが「三条京阪前」、京阪バスが「三条京阪」となっている。
一般路線バスでは過去に、東寺・上鳥羽方面や高雄方面（市バス）、京都産業大学・市原・鞍馬方面（京都バス）、浜大津方面（京阪バス）へ行く便も存在していた。
一般路線のほか、夜行高速バスも乗り入れている。
| Aのりば |              |                                         |                                         |                                             |
| A1      | 京都市営バス | ■10号系統                               | 丸太町通 北野天満宮                     | 御室仁和寺・山越中町 行                     |
| A2      | 京都市営バス | ■59号系統                               | 河原町通                                | 金閣寺・竜安寺・山越中町 行                 |
| A3      | 京都市営バス | ■37号系統                               | 河原町通                                | 北大路バスターミナル・西賀茂車庫 行         |
| Bのりば |              |                                         |                                         |                                             |
| B1      | 京阪バス     | ■空港リムジンバス                       |                                         | 関西国際空港 行                             |
| B1      | 京阪バス     | ■「東京ミッドナイトエクスプレス京都号」 | ■「東京ミッドナイトエクスプレス京都号」 | 渋谷マークシティ・バスタ新宿・東京大手町 行 |
| B1      | 千葉中央バス | ■京都線                                 | 京成上野駅・東京ディズニーリゾート      | 千葉駅・鎌取駅 行                           |
| B2      | 京阪バス     | ■19号経路                               | 三条通                                  | 山科駅 行                                   |
| B3      | 京阪バス     | ■56号経路                               | 山中バイパス                            | 比叡平 行                                   |
| B3      | 京阪バス     | ■56A号経路                              | 山中バイパス・山中町                    | 比叡平・比叡山頂 行                         |
| B3      | 京阪バス     | ■57号経路                               | 比叡山ドライブウェイ                    | 比叡山頂 行                                 |
| B3      | 京阪バス     | ■57号経路                               | 四条河原町                              | 京都駅 行                                   |
| B4      | 京阪バス     | ■84B号経路                              | 四条河原町・西野山団地                  | 醍醐バスターミナル 行                       |
| B4      | 京阪バス     | ■86B号経路                              | 四条河原町・山科西野・醍醐駅・醍醐寺前  | 大宅 行                                     |
| B4      | 京阪バス     | ■88B号経路                              | 四条河原町・清水焼団地・醍醐駅          | 京阪六地蔵 行                               |
| B5      | 京都バス     | ■17系統                                 | 四条河原町                              | 京都駅 行                                   |
| B5      | 京都バス     | ■51系統                                 | 四条河原町                              | 京都駅 行                                   |
| B6      | 京都バス     | ■16系統                                 | 河原町三条                              | 四条河原町 行                               |
| Cのりば |              |                                         |                                         |                                             |
| C1      | 京阪バス     | ■19号経路                               | 河原町三条                              | 四条河原町 行                               |
| C2      | 京都市営バス | ■15号系統                               | 御池通 西ノ京円町                       | 立命館大学 行                               |
| C2      | 京都市営バス | ■臨時系統                               | 快速 （平日朝1便のみ）                  | 立命館大学 行                               |
| C3      | 京都市営バス | ■51号系統                               | 烏丸通 北野天満宮                       | 立命館大学 行                               |
| C3      | 京都バス     | ■17系統                                 | 四条河原町                              | 京都駅 行                                   |
| C3      | 京都バス     | ■51系統                                 | 四条河原町                              | 京都駅 行                                   |
| Dのりば |              |                                         |                                         |                                             |
| D       | 京都市営バス | ■5号系統                                | 平安神宮・白川通                        | 銀閣寺・岩倉操車場 行                       |
| D       | 京都市営バス | ■12号系統                               | 祇園・堀川通                            | 金閣寺・立命館大学 行                       |
| D       | 京都市営バス | ■京都岡崎ループ                         |                                         | 美術館・平安神宮・動物園 方面行             |
| Eのりば |              |                                         |                                         |                                             |
| E       | 京都市営バス | ■5号系統                                | 四条烏丸                                | 京都駅 行                                   |
| E       | 京都市営バス | ■5号系統                                | 五条通                                  | 京都駅 行                                   |
| E       | 京都市営バス | ■11号系統                               | 西大路四条・三条通                      | 嵐山・山越中町 行                           |
| E       | 京都市営バス | ■86号系統                               | 四条河原町・東山通                      | 京都駅・水族館・鉄道博物館 行               |
| E       | 京都市営バス | ■京都岡崎ループ                         | 河原町三条                              | 四条河原町 行                               |
| E       | 京都バス     | ■16系統                                 | 出町柳駅                                | 八瀬・大原 行                               |
| E       | 京都バス     | ■17系統                                 | 出町柳駅                                | 八瀬・大原 行                               |
| E       | 京都バス     | ■特16系統                               | 出町柳駅                                | 国際会館駅・八瀬・大原 行                   |
| E       | 京都バス     | ■特17系統                               | 出町柳駅                                | 国際会館駅・八瀬・大原 行                   |
| Fのりば |              |                                         |                                         |                                             |
| F       | 京都バス     | ■21系統                                 | 川端通                                  | 岩倉実相院 行                               |
| F       | 京都バス     | ■23系統                                 | 河原町通                                | 岩倉実相院 行                               |
| F       | 京都バス     | ■41系統                                 | 川端通                                  | 岩倉村松 行                                 |
| F       | 京都バス     | ■43系統                                 | 河原町通                                | 岩倉村松 行                                 |
| F       | 京都バス     | ■62系統                                 | 映画村・太秦広隆寺                      | 嵐山・清滝 行                               |
| F       | 京都バス     | ■63系統                                 | 映画村・太秦広隆寺                      | 嵐山・苔寺 行                               |
| F       | 京都バス     | ■65系統                                 | 映画村・太秦広隆寺                      | 有栖川 行                                   |
| F       | 京都バス     | ■66系統                                 | 映画村・太秦広隆寺                      | 阪急嵐山駅 行                               |
| Gのりば |              |                                         |                                         |                                             |
|         | 京阪バス     | 京阪バス                                | 定期観光バス                            |                                             |

### 過去に乗り入れていた高速バス路線
- 北陸ハイウェイバス：金沢駅東口行
- きょうと号：京王八王子高速バスターミナル行

### バス発車時刻表
- 1〜5・7番のりば（京都市営バス「三条京阪前」）
  - のりば配置…市バス主要停留所案内図～三条京阪前
  - 発車時刻表…三条京阪前に停車する系統

- 6・9〜11・15番のりば（京阪バス「三条京阪」）
  - のりば配置（一般路線バス系統のみ発車時刻表表示可能）…主なのりば：三条京阪
  - 発車時刻表（空港リムジンバス・高速バス除く）
    - 三条京阪バス停・行き先選択

  - 高速バス発車時刻表〔目次ページ〕…三条京阪～のりばを探す・高速バス
  - 関西空港リムジンバス（時刻表・のりば）…京都系統：関西空港リムジンバス

- 12〜14・17番のりば（京都バス「三条京阪前」）
  - 発車時刻表（目次）・のりば配置…三条京阪前：時刻表